# Denise O'Sullivan
Denise O'Sullivan (Cork, 4 febbraio 1994) è una calciatrice irlandese, centrocampista del North Carolina Courage e della nazionale irlandese.

## Palmarès

### Club
- National Women's Soccer League: 1

North Carolina Courage: 2018
- Campionato scozzese: 4

Glasgow City: 2013, 2014, 2015, 2016
- Campionato irlandese: 1

Peamount United: 2011-2012
- Scottish Women's Cup: 3

Glasgow City: 2013, 2014, 2015
- Women's National League Cup: 1

Peamount United: 2011-2012
- Scottish Women's League Cup: 3

Glasgow City: 2013, 2014, 2015